# 佐々木喜久治
佐々木 喜久治（ささき きくじ、1921年11月25日 - 2008年5月6日）は、日本の内務官僚、自治官僚、政治家。秋田県知事を務めた。

## 経歴
1921年、秋田県小坂町に生まれる。秋田県第三中学校（現：秋田県立横手高等学校）、東北帝国大学法文学部法学科（現：東北大学法学部）を卒業。1946年3月 内閣戦争調査会事務局、同年 東京都経済局、1948年 秋田県総務部地方課長、1950年4月 地方財政委員会事務局税務部、1955年 大阪府総務部庶務課長、1959年 自治省財政局公営企業課長、1965年10月 自治省税務局財務課長、1966年7月 徳島県副知事、1971年9月 自治省税務局長等を歴任。
1973年11月に消防庁長官に就任。長官就任直後の同年11月29日に大洋デパート火災が発生。この事案の処理などに当たっている。
1976年、小畑勇二郎秋田県知事によって、副知事に起用された。
1979年の同県知事選挙に出馬し、初当選。以後5期17年を務めた。在任中は大王製紙の秋田港進出をはじめ、秋田新幹線、秋田自動車道、大館能代空港の建設を推進、県内の高速交通体系の整備を進めた。また乳幼児医療の無料化対象を拡大するなど福祉の充実にも尽力した。さらに日本海中部地震からの復興や秋田朝日放送の開局にも力を注いだ。
一方で、1985年には大潟村での自由米の運搬を取り締まる検問を秋田県と秋田県警察などが共同で実施し、食糧管理法違反で農業従事者を告発した事で反響を呼んだ。また1987年には秋田魁新報社からの圧力で、岩城町（現：由利本荘市）に位置した同社会長が理事長および運営会社社長を務めていた岩城カントリークラブ のコース改修や補修工事に対して治山を名目に県費を支出していたことが明らかになり、住民監査請求を出され、県監査委員が工事の一部を不当な支出と認定した。これを受け秋田県議会で陳謝し、関係者を処分している。またこの事態によって秋田魁新報社は会長、社長、編集局長ら会社幹部が辞任した。
5選後の1995年、県職員による食糧費や旅費などで40億円を超す公費を乱用していた事が明らかになり、1997年の秋田新幹線開業後に任期途中で引責辞任した。
食糧費問題では1996年4月から24カ月間「十分の七減給」とされていたが、退任直前の1997年1月に県がこの処分を取り消した。このため退職金の額が取り消さなかった場合の約6,995万円から約2億3,317万円に大きく増加し、一部の県民から否定的な意見も出た。
2008年5月6日、東京都内の病院で前立腺癌のため死去。86歳没。

## 著書
- 『持ち家の税解説』 労務研究所、1965年。
- 『地方財政法逐条解説』 帝国地方行政学会、1966年。
- 『固定資産税 平成8年度版』 税務経理協会、1996年。ISBN 4419026359

### 共著・監修
- 友末洋治、佐々木喜久治 他著 『新土地税制のあらまし』 地方財務協会、1973年。
- 正橋正一著、佐々木喜久治監修 『事業税 48年度版』 税務経理協会、1973年。